# Ed è subito commedia
Ed è subito commedia è un film del 2023 diretto da Brando Improta.

## Trama
Marco e Giada, amici da bambini e poi perdutisi di vista, si ritrovano d'estate a Crotone. Lui fa il liutaio, lei gestisce un bar. Dal loro incontro scocca una scintilla e i due decidono di darsi un appuntamento. Ma la loro serata non andrà come previsto, incappando in una serie di incontri surreali e bizzarri, che però li avvicineranno sempre di più, arrivando forse a superare una serie di traumi arrivati con l'entrata nella vita adulta.

## Produzione
Il film è stato girato a Crotone nell'estate del 2022. La colonna sonora è composta, oltre che da brani strumentali composti da Tatiana Pavlova e Giuseppe Spinelli, anche da sei brani originali che accompagnano la narrazione, ad opera di Amalinze, Cesare Isernia, Francesco Lettieri, Micaela Tempesta, Alessandro Freschi e Federica Vezzo.
La storia si apre con una introduzione di Enrico Vanzina che giustifica il titolo del film, spiegando l'importanza rivestita nel tempo dalla commedia all'italiana nel raccontare l'attualità.

## Distribuzione
Il film è uscito in Italia sulla piattaforma Chili nel maggio 2023. All'estero è uscito con il titolo A Sweet Romantic Comedy.

## Riconoscimenti
- Sezione Lungometraggi "Pulcinella Film Festival"[8]
- Premio Tonino Guerra sceneggiatura italiana "International Imago Film Festival" - 2023[9]
- Miglior Film "The Gulf of Naples Film Festival" - 2023[10]
- Miglior commedia "Madonie Film Festival" - 2023[10]
- Miglior film sentimentale "Arrow International Film Festival" - 2023[10]
- Miglior film europeo "8 & Halfway Awards" - 2023[10]
- Miglior attrice "Soulplace Film Festival" - 2022[10]
- Miglior attore "Apulia Web Fest" - 2023[11]
- Miglior commedia "Caorle Independent Film Festival" - 2023[12]
- Premio degli studenti "International Tour Film Festival" - 2023[13]